# Apatas Air
Apatas Air war eine litauische Charterfluggesellschaft mit Sitz in Kaunas.

## Geschichte
Die Fluggesellschaft wurde 1994 als Aviapaslauga gegründet. Am 19. Januar 2009 meldete Apatas Air Konkurs an und stellte den Flugbetrieb ein.

## Ziele
Vom Heimatflughafen in Kaunas führte die Fluggesellschaft Taxi-, Passagier- und Frachtflüge als Charterfluggesellschaft durch.

## Flotte
- 2 Let L-410 (Stand: März 2007)